# 장흥군의 향토문화유산
장흥군의 향토문화유산은 인위적·자연적으로 형성되어 장흥군내에 있는 향토문화유산 중 「문화재보호법」이나 「전라남도 문화재 보호 조례」에 따라 문화재청장이 지정하는 국가지정문화재 또는 전라남도지사가 지정하는 전남도지정문화재 등으로 지정되지 아니한 것으로써 역사적·학술적·경관적·예술적 가치가 큰 것과 이에 준하는 고고학적 가치를 가진 자료로 장흥군수가 향토문화보존에 필요하다고 인정한 다음 각 호의 향토문화유산을 말한다.
1. 향토유형문화유산: 건조물, 유적, 전적, 서적, 고문서, 회화, 조각, 고고학자료, 민속자료, 성곽, 동굴, 경승지, 동·식물 자생지, 공예품 등 유형의 문화적 소산으로서 향토문화보존에 필요한 것
2. 향토무형문화유산: 연극, 음악, 무용, 공예기술, 의식, 풍속, 토속, 음식제조 등 무형의 문화적 소산으로서 향토문화보존에 필요한 것

## 참고 문헌
- 장흥군 홈페이지 - 고시/공고